# Alberto Brignoli
Pour les articles homonymes, voir Brignoli.
Alberto Brignoli, né le 19 août 1991 à Trescore Balneario, est un footballeur italien qui évolue au poste de gardien de but à l'AEK Athènes.

## Palmarès
Panathinaïkós
- Coupe de Grèce
- Vainqueur : en 2022.

## Biographie
Avec le club du Ternana Calcio, il joue une centaine de matchs en Serie B, en trois saisons.
En décembre 2017, chose rare pour un gardien, il inscrit  un but avec le Benevento Calcio lors d'un match face au Milan AC, stoppant ainsi une série de 14 défaites consécutives de son équipe en Serie A.